# Cocytius mortuorum
Cocytius mortuorum är en fjärilsart som beskrevs av Rothschild och Jordan 1910. Cocytius mortuorum ingår i släktet Cocytius och familjen svärmare. Inga underarter finns listade i Catalogue of Life.